# Kanamara macuri
A Kanamara macuri (かなまら祭り, Hepburn-átírással: Kanamara Matsuri), vagy más néven az Acélfallosz, vagy Pénisz fesztivál körülbelül 1977-től kezdve a Kavaszakiban található Kanajama-szentélyben, tavasszal kerül megrendezésre. Japánban már több évtizedes hagyománya van, minden év áprilisának első vasárnapján ünneplik meg az alapvetően termékenységi ünnepet, miközben felhívják az emberek figyelmét a biztonságos szexualitás fontosságára, a nemi betegségek elkerülésére. Emellett a családi kapcsolatokat, gyermekáldást és az üzleti jólétet, sikereket ünneplik. A rendezvény alatt hatalmas hímvesszőt imitáló szobrokat cipelnek végig az utcákon, karaoke versenyt rendeznek, de találkozhatunk különböző pénisz alakú árucikkekkel, mint például nyalókákkal, cukorkákkal, vázákkal, faragott zöldségekkel és gyertyákkal, vagy épp nyomtatott pólókkal, textíliákkal és akár hímtagnak beöltözött emberekkel is. A legtöbb terméket kézzel készítik az eseményre. A rendezvényt a jótékonykodással is összefűzik: a nemi betegségeket vizsgáló, főleg HIV és AIDS kutató szervezetek számára gyűjtenek tárgyi és pénzadományokat, vagy felajánlják a bevétel egy részét számukra.
A kanamara kifejezés két japán szóból tevődik össze: kana (鉄) – vas, és mara - hímvessző, éppen ezért nem meglepő, hogy a szentély bálványa is a férfiak nemi szervét ábrázolja, amely fémből készült.
A szentély területén a kovácsolás és az ércbányászat két Istenségéhez, úgynevezett „Kanajama Hime no kami” azaz egy női Istenséghez, és „Kanajama Hiko no kami” azaz egy férfi Istenséghez imádkoznak a hívők. Sokak szerint emiatt vált a szentély jelképévé a vasfallosz.  Legtöbbjük mindmáig a család jólétéért és a családnév fennmaradásáért, a problémamentes születésért, a boldog párkapcsolatért vagy házasságért fohászkodnak, de gyakran a meddő férfiak és nők is az Istenségek áldását és gyógyító erejét kérik azt remélve, hogy nekik is lehet majd saját gyermekük. Ezen kívül a nemi betegségek, főként az AIDS gyógyulását vagy épp elkerülését kérik. Éppen ezért nem meglepő, hogy a régebbi időkben a prostituáltként dolgozó hölgyek is gyakran ellátogattak a szentély területére és az isteni házaspár, Kanajama Hime no kami és Kanajama Hiko no kami áldását kérték.

## Az ünnepség folyamata
A macuri legnagyobb látványossága a pontban 12.00-tól kezdődő felvonulás. Az ünnepség alatt három fajta hordozható sintó kegyhelyet (mikosi) cipelnek: egy fekete színű péniszt ábrázoló szobrot, melyet fémből készítettek és Funa-mikosinak neveztek el. Egy fa törzséből faragott kisebb alkotást és egy rózsaszín hímtagot, melyet Elisabeth-mikosinak neveztek el. Egy tokiói transzvesztita klubról (Elisabeth kaikan) kapta a nevét, ahol női ruhákat, parókákat és sminket is árultak. 1987-ben egy nőnek öltözött transzvesztita saját készítésű szoborral vonult fel, majd ennek hatására az Elisabeth kaikan odaajándékozta a rendezőknek a ma is látható rózsaszín szobrot. Eleinte csak a klub tagjai szállították, ma már a mikosi-egyesülethez tartozó megbízott személyek hordozzák. A felvonuláson meghatározott sorrendben követik egymást a mikosik: a rózsaszín szobor indítja a sort, ezt követi a fekete színű alkotás melyet egy csónak alakú hordozható szentélyben szállítanak, majd a legrégebbi, fából készült Daimikosinak nevezett szobor zárja a sort egy négyzet alakú kisebb, szintén fából készült szentélyben. Fontos szabály azonban, hogy az Elisabeth-mikosit a férfi hordozóknak nőként, a nőknek pedig férfiaknak beöltözve kell megjelenniük a rendezvényen. A három jelentős fallikus szimbólumon kívül rengeteg férfi és nő vesz részt a felvonuláson.
A parádé véget értével a mikosikat egy raktárhelyiségben helyezik el.  A felvonulást a lakónegyedben tartják, ezért bár ez egy fesztivál, a résztvevőknek tiszteletben kell tartaniuk a lakóövezet igényeit is, annak ellenére, hogy gyermekek is részt vehetnek az eseményen.
A rendezvény másik hasonló látványossága az úgynevezett daikon-kezuri. A jelentkezőknek egy rövid eligazítás után minél részletesebben kell kifaragniuk egy jégcsapretket. Az elkészült pénisz alakú zöldségeket nem sokkal ezután elárverezik. Mindegyik alkotásnak 100 jen a kikiáltási ára. A licit után megvásárolt jégcsapretkekből párolt savanyúságot készítenek, melyet főleg rizzsel fogyasztanak. A zöldségből készült szobrokat nem egyben tálalják, hanem feldarabolják.
A sintó szentélyépület központjában egy körbekerített kemence mellett imádkozhatnak a hívők, melyben folyamatosan ég a tűz. Ezt azonban csak a Kanamara-macuri ideje alatt tehetik meg. A kemence mögött található oltárnál pedig gyümölcsöket és nyers jégcsapretket, rizst és alkoholt áldoznak az isteni házaspárnak, hogy segítsék őket a gyermekáldásban, a nemi betegségek elkerülésében, a boldog párkapcsolatukban és a családi béke fenntartásában.

## Történelmi vonatkozás
Szinte semmilyen írásos forrás nem maradt fenn a Kanajama-szentély megépítéséről vagy történetéről, annyi biztos azonban, hogy gyökerei az Edo-korszakba nyúlnak vissza. Ebben az időben Kavaszaki a Tókaidó mentén feküdt. Amellett az út mellett, amely összekötötte Kiotót és a mai fővárost. A hiedelem szerint, azok a nők, akik a vendéglátóhelyeken szobalányként vagy prostituáltként dolgoztak, a Kanajama-szentélyhez jöttek látogatóba, hogy imádkozzanak a betegségek, fertőzések és a szerencsétlenségek elkerülése érdekében.
A régebbi időkben főleg fémmel kereskedők, kovácsok, iparosok és kézművesek által gyakran látogatott szentély volt. A  szentély bálványa is ezekre a tevékenységekre vezethető vissza: például a kardkészítés során használt régi típusú fújtató ki-be történő mozgása miatt könnyedén asszociálhattak az emberek egy szexuális aktusra.
A Kanajama-szentélyt a Meidzsi-korban még a Kavaszaki Daisi vasútállomás előtt, egy erdő által körbekerített területen találhatták meg a hívők. Az akkoriban Kehin-villamosvasúti társaságnak nevezett vállalat építkezni szeretett volna intézményesítés céljából és további vasútvonalakat akartak létrehozni, ezért átköltöztette a szentélyt a jelenlegi helyére. Ma a Vakamija Hacsimangu szentélyegyüttes területén található, a főépülettől jobbra. Eleinte rengetegszer loptak a szentély területéről, majd elérkezett a Sóva-korszak, amikor szinte teljesen elfelejtődött és kevés látogatója akadt Kavaszaki ezen szentélyének. A második világháború idején a tűzvész áldozatává vált kegyhelyről ténylegesen megfeledkeztek, viszont az 1960-as években sok külföldi néprajzkutató érkezett a területre, akik a szentélyhez kapcsolódó különös hitvallást vizsgálták. Ennek hatására ismét akadtak látogatók a környéken.
Az éjszaka folyamán gyakran jelentek meg nemi úton terjedő betegségben szenvedő hívők, hogy imádkozhassanak anélkül, hogy hátrányos megkülönböztetésben részesülnének, vagy a társadalom kiközösítené őket. A szentélyben dolgozó Nakamura Hirohiko nevű főpap és az udzsikok az 1970-es évek vége felé (Sóva 52. évében, 1977-ben) úgy gondolták, hogy megadják ezeknek az embereknek az esélyt arra, hogy nappal, szégyenkezés nélkül imádkozhassanak. Így történt meg az első felvonulás, amikor a szentély bálványát, egy hímvessző alakú szobrot „mikosi”-ban (hordozható sintó kegyhelyben) cipeltek végig a városon, melybe úgy tartják, hogy ilyenkor a szentélyben lakozó Kamik költöznek.Ezen kívül jelmez versenyt rendeztek, férfiak nemi szervét ábrázoló édességeket és viaszgyertyákat árultak és ezzel újra hírnevet szereztek a Kanajama-szentélynek, amelynek ez után ismét számos látogatója akadt.
Más, szexualitással kapcsolatos ünnepségeknek is helyszínéül szolgál, mint például a Dzsibeta macuri, amely Föld-ünnepséget jelent. Manapság a központi szereplői az Elisabeth klub tagjai. Miután a felvonulás véget ért és a rózsaszín szoborral együtt visszatértek a szentély területére, a földön ülve kezdenek étkezni és alkoholizálni. Sokan ezt az Edo-korszakban létrejött ünnepséget tekintik a Kanamara-fesztivál eredetének, ugyanis abban az időben főként prostituáltak látogatták a szentélyt és vacsorákat, vagy különböző összejöveteleket rendeztek a helyszínen.

## Legendák
1. Az egyik legenda szerint egy féltékeny, éles fogú démon rejtőzött el az általa kiválasztott fiatal lány nemi szervében, akibe beleszeretett. Két alkalommal is megtörtént, hogy a lány szerelembe esett, és a házasságkötés éjjelén a démon leharapta a leány újdonsült férjének péniszét. A kishölgy ezután egy helyi kovácshoz fordult segítségért, aki     egy vasból készült falloszt készített számára, hogy azzal eltörhesse a féltékeny démon fogait. Ez később a vasfallosz felszenteléséhez vezetett, és így válhatott a szentély bálványává.[6]
2. A másik legenda szerint, amely a sintó hitvilágban terjedt el, hogy a szentélyben lakozó két Istenség, Kanajama Hiko no Kami és Kanajama Hime no Kami isteni házaspár     ápolta Izanamit, aki miközben megszülte a Tűz Istenét Kagucucsit, súlyos égési sérüléseket szenvedett el. Ezért tartják ezt a két Istenséget a nemi betegségekben szenvedők őrangyalainak.[6]

## Az ünnepség látogatottsága
Kezdetben nem sokan vettek részt az egyedülálló ünnepségen, azonban a közösségi média, például a facebook és a YouTube segítségével hamar nagy hírnévre és sok látogatóra tett szert a macuri. 2016-ban a körülbelül 30 000 emberből álló nézelődő tömeg több mint fele külföldi származású volt. Főleg az amerikaiak és az európaiak körében örvend nagy népszerűségnek nem utolsósorban azért is, mert egybeesik a japán cseresznyefa virágzás időpontjával. A külföldiektől legtöbbször jó visszajelzést kap a rendezvény, gyakran keresik fel ismeretterjesztő film készítése céljából is, és évről évre egyre nagyobb látogatottságnak örvend az esemény. Azonban sok turista érkezik mindenféle előismeret nélkül, akik csak szeretnék jól érezni magukat egy extrém ünnepségen. Ezeket az embereket főként csak az vonzza a szigetország ezen ünnepségére, hogy minden pénisz alakú. Ez az ő kultúrájukban néhol elítélendő, megbotránkoztató a fesztivál valódi és nemes céljainak ismerete nélkül. A japánok azonban nem egy vicces és vidám ünnepségnek, hanem egy komoly rendezvénynek tartják. A megközelítőleg 600 jenbe kerülő pénisz alakú nyalókák is nagyon kelendők a vendégek körében, melyeket egytől-egyik kézzel formáztak.